# احمد الرحیلی
احمد الرحیلی (انگلیسی: Ahmed Al-Rehaili؛ زادهٔ ۶ اکتبر ۱۹۹۴) یک ورزشکار اهل عربستان سعودی است.
از باشگاه‌هایی که در آن بازی کرده‌است می‌توان به باشگاه فوتبال الاهلی عربستان سعودی اشاره کرد.
وی همچنین در تیم ملی فوتبال Saudi Arabia U23 بازی کرده است.